# Walldürn
Walldürn là một thị trấn thuộc huyện Neckar-Odenwald-Kreis, bang Baden-Württemberg, Đức. Nơi đây nằm cách Wertheim 23 km về phia tây nam.
Thị trấn bao gồm 10 thôn Walldürn-Stadt, Altheim, Gerolzahn, Glashofen, Gottersdorf, Hornbach, Kaltenbrunn, Reinhardsachsen, Rippberg, Wettersdorf và Vương cung Thánh đường Walldürn: